# Gry Opheim
Gry Opheim (1963) è un'ex sciatrice alpina norvegese.

## Biografia
Specialista delle prove veloci, la Opheim ai Campionati norvegesi vinse la medaglia di bronzo nella discesa libera nel 1983 e quella d'argento nella discesa libera e nella combinata nel 1984; non prese parte a rassegne olimpiche né ottenne piazzamenti in Coppa del Mondo o ai Campionati mondiali.

## Palmarès

### Campionati norvegesi
- 3 medaglie (dati dalla stagione 1982-1983):
  -  2 argenti (discesa libera, combinata nel 1984)
  -  1 bronzo (discesa libera nel 1983)[senza fonte]